# První vláda Hanse Luthera
První vláda Hanse Luthera byla vláda Německé říše v období Výmarské republiky působící od 16. ledna 1925 do 20. ledna 1926.
Menšinová vláda měla 12 (později 11) členů. Jednalo se částečně o technokratický kabinet, na kterém se podílela Německá lidová strana (DVP), Německá národně lidová strana (DNVP), Centrum a Bavorská lidová strana (BVP). Opírala se o toleranci Německé demokratické strany (DDP). Ve vládě byli dva nestraníci (včetně samotného kancléře Hanse Luthera).

## Vznik vlády
Německé federální volby v prosinci 1924 přinesly oslabení extrémistických stran (tj. nacistů a komunistů) a došlo k posílení sociálních demokratů a nacionalistů. Díky těmto výsledkům bylo možno poskládat pouze dvě varianty životaschopných většinových koalic, a to středolevicovou SPD/Centrum/DDP/DVP nebo středopravicovou Centrum/DDP/DVP/DNVP. Předchozí Marxova vláda rezignovala 15. prosince 1924 a kancléř Marx dostal od prezidenta Eberta mandát na složení nové. Vyjednávání se ale ukázala být velice komplikovaná. Lidovci se odmítli účastnit vlády se sociálními demokraty a němečtí demokraté zase s nacionalisty.
Marx se vzdal svého mandátu 9. ledna 1925 a prezident pověřil sestavením vlády bývalého ministra financí nestraníka Hanse Luthera. Další kolo vyjednání začalo hned následujícího dne a ztroskotalo na požadavku Centra, aby nacionalisté formálně deklarovali věrnost demokratické ústavě. Toto ujištění Luther od DNVP nikdy nedostal. Druhého pokusu se Luther chopil netradičně. Navrhl, aby strany za sebe navrhly zástupce, který by nebyl přímo součástí strany. Dalšími ministry se měli stát technokrati bez politické příslušnosti. Luther doufal, že vláda na pomezí koalice politických stran a vlády expertů, by mohla získat podporu směnu a stabilně vládnout. Sociální demokraté odmítli nově vznikající kabinet podpořit, tak jeho osud zůstal v rukách německých demokratů. DDP souhlasila s podporou vlády pod podmínkou, že její zástupce, Otto Geßler, zůstane ministrem obrany. Luther se stal kancléřem 15. ledna a 19. ledna 1925 byla vláda oficiálně představena veřejnosti.
Na nejdůležitější ministerstva poslaly své pověřence čtyři strany: DVP (Stresemann - zahraničí), Centrum (Brauns - práce), DNVP (Schiele - vnitro) a BVP (Stingl - pošty). Dvě ministerstva byla ponechána v rukou technokratům, von Kanitz - zemědělství a Geßler - obrana. Druhý jmenovaný byl sice členem DDP, ale od roku 1924 nezasedal v říšském směnu. Zbytek ministerstev byl rozdělen mezi politické strany a experty, kteří k nim měli blízko. Ministrem financí se stal Otto von Schlieben z DNVP, který předtím vedl rozpočtovou komisi, hospodářství převzal Albert Neuhaus taktéž z DNVP, který vedl oddělení obchodu. DVP nominovala na ministerstvo dopravy Rudolfa Krohneho, zastávajícího pozici sekretáře na témže ministerstvu.

## Politika vlády

### Zahraniční politika

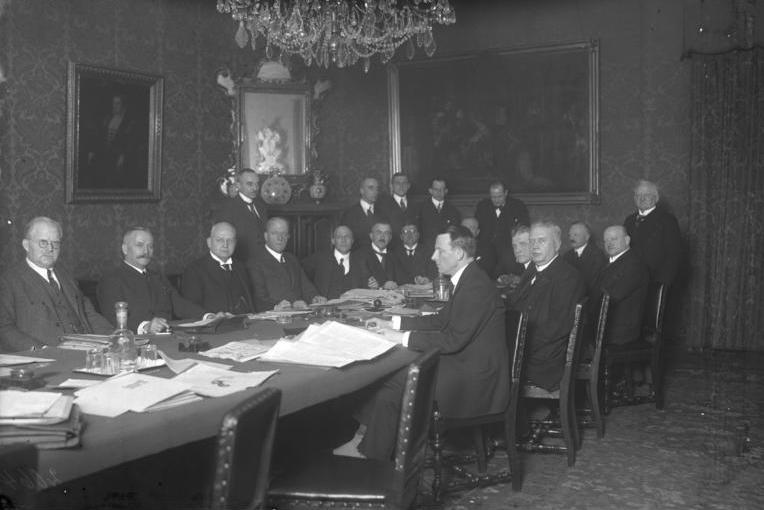
První Lutherův kabinet: zleva: Stingl, Schiele, Luther, Neuhaus; vzadu státní sekretáři a ministerští radové ministerstva zahraničí; zcela vzadu stojící: Frenken; vedle něj vpravo: Krohne, Stresemann, von Schlieben, Brauns, Kanitz

Nejdůležitějším bodem na počátku roku 1925 byla konsolidace vztahů se západními sousedy a návrat okupovaných území do německých rukou. Podle Dawesova plánu měla francouzsko-belgická vojska opustit Porúří a německá strana očekávala i postupné předání oblastí v Porýní. Proběhlo několik neúspěšných jednání mezi Němci, Francouzi a Brity, a tak stažení spojeneckých vojsk ze severní částí Porýní (tj. kolem Kolína) bylo odloženo. Po tomto neúspěchu byli Němci donuceni opustit pasivní politiku a navrhli pakt o neútočení mezi všemi zainteresovanými stranami, jehož součástí bylo i potvrzení německo-francouzské a německo-belgické hranice. Kancléř Luther a ministr zahraničí Stresemann informovali vládu o jeho uzavření až s dvouměsíčním odstupem, protože se obávali reakce nacionalistů. Britové dokonce na jednání navrhli, aby se Němci připojili ke Společnosti národů. Německá delegace ale nesouhlasila s obecnou podmínkou organizace, která zakazovala vést útočnou válku s dalším členem pod hrozbu sankcí. Němci navíc odmítali definitivní potvrzení německo-polské hranice.
V březnu 1925 začala parlamentní skupina DNVP protestovat proti krokům vlády. Vyhrožovala, že nepodpoří její další kroky, pokud se nezmění směřování zahraniční politiky. Zakročil samotný kancléř, který dokázal zmírnit kritiku nacionalistů na pouhé stěžování ohledně tajných jednání. Slíbil transparentnější jednání, zaručil se, že nedojde k dohodě ohledně východní hranice, a že udělá vše proto, aby se urychlilo stahovaní spojeneckých vojsk z Porýní. Během června a července si Francouzi s Němci vyměnili několik memorand s návrhy, jak urovnat diplomatické vztahy. V září 1925 obdržela německá vláda pozvánku na konferenci ministrů zahraničí, která se konala ve švýcarském Locarnu.
Konference proběhla mezi 5. až 16. říjnem 1925 za účasti ministrů zahraničí Německa, Francie, Velké Británie, Belgie, Itálie, Polska a Československa (účastnil se Edvard Beneš). Za Němce se účastnil kromě ministra zahraničí Stresemanna i kancléř Luther. Ministři se dohodli na vzniku tzv. Rýnského garančního paktu, mezinárodní záruky německé západní hranice. Součástí Locarnských dohod se staly arbitrážní smlouvy mezi Německem, Francií a Belgií. K podobným ujednáním ale v případě východní hranice nedošlo. Ohledně okupovaných území nedosáhli Němci svého cíle. Získali pouze příslib, že při splnění daných podmínek vyklidí spojenci oblast kolem Kolína.
Po návratu do Berlína se podařilo přesvědčit zbytek kabinetu o nutnosti schválení smluv a ten ho 22. října jednohlasně podpořil. Okamžitě proti jeho schválení vystoupili nacionalisté. Jednání mezi jejich představiteli a kancléřem nikam nevedla, a tak zástupci DNVP opustili 25. října 1925 vládu. Nedošlo ale k rozpuštění samotného směnu. Politické strany se shodly, že je potřeba akceschopná vláda, která dotáhne schválení Locarnských dohod do konce. Nově zvolený prezident Hindenburg souhlasil s dosazením současných členů vlády na volná ministerská místa po nacionalistech. Ti ohlásili, že se nepokusí vyvolat hlasování o nedůvěře vlády. V půlce listopadu došlo k oboustrannému odsouhlasení podmínek předání první části Porýní do německých rukou. Zahraniční jednotky se měly stáhnout během prosince 1925 - ledna 1926. Dne 17. listopadu 1925 došlo k samotnému hlasování. Proti se postavili nacionalisté, kteří odmítali oficiálně uznat jakoukoliv ztrátu německého území, a komunisté, kteří se zase obávali sblížení Německa s kapitalistickou Francií. Pomocí hlasů vládních stran, které podpořili i sociální a němečtí demokraté, byly smlouvy schváleny bez větších problémů. Vláda zároveň prohlásila, že po podpisu smluv odstoupí.

### Domácí politika
Ačkoliv měl kabinet hlavní cíle na poli zahraniční politiky, provedl výraznou část práce i doma. Došlo ke změnám v daňovém právu a finančních vztazích mezi státem a jednotlivými zeměmi. Nejvýraznější událostí ale byla náhlá smrt prezidenta republiky Eberta. Friedrich Ebert trpěl na žlučové kameny a jeho zdravotní stav se výrazně zhoršil v polovině února 1925. Ani akutní operace mu nedokázala pomoci, a tak prezident zemřel 28. února 1925. Jeho pravomoci podle ústavy převzal kancléř. Sociální a němečtí demokraté začali brzo protestovat proti jeho dvojí roli. Luther souhlasil, že přenechá prezidentské záležitosti na směnu. Dne 10. března 1925 byl dočasnou hlavou státu jmenován Walter Simons, dosavadní prezident nejvyššího soudu. Práce vlády byla mezitím přerušena kvůli státnímu pohřbu, následně celá politická scéna zabředla do diskuze, jak bude volen nový prezident. Po vyjasnění volebního zákona začaly všechny parlamentní frakce s volební kampaní, která dále odváděla pozornost od snažení kabinetu.
Vláda během kampaně zdůrazňovala svoji neutralitu, ale i samotný kancléř se snažit ovlivnit na výběr vhodných kandidátů. Vládě dělala starosti hlavně plánována kandidatura maršála von Hindenburga, která spustila vlnu protestů v zahraničním tisku. V druhém kole prezidentských voleb v dubnu 1925 Hindenburg doopravdy zvítězil a vyjádřil své výhrady ohledně směřování vládní politiky. Na druhou stranu přísahal dodržovat výmarskou ústavu a potvrdil, že neplánuje použít svých pravomocí na výměnu kancléře či ke změnám ve vládě.

## Konec vlády
Locarnské dohody byly podepsány v Londýně 1. prosince 1925. Vláda, jak slíbila, podala demisi 5. prosince po 323 dnech v úřadu. Byla požádána o setrvání v úřadu, dokud nebude složena nová. Stejně jako před vznikem Lutherova prvního kabinetu se strany nebyly schopné domluvit na podobě budoucí vlády. Dokonce 7. prosince musel zasáhnout prezident Hindenburg, který poukazoval na hospodářské problémy země během probíhající zimy a tlačil strany k vytvoření široké koalice. Erich Koch-Weser z DDP byl požádán 14. prosince o sestavení vlády široké koalice. O tři dny později se vrátil s nepořízenou, jelikož se nebyl schopný dohodnout s radikálními křídly DVP a SPD. Úspěch zaznamenal až staronový kancléř Luther, kterému se podařilo sestavit kabinet po dalším apelu prezidenta na vůdce stran. Vznikla druhá vláda kancléře Luthera, jejíž kostru tvořili ministři z předchozího kabinetu.

## Seznam členů vlády

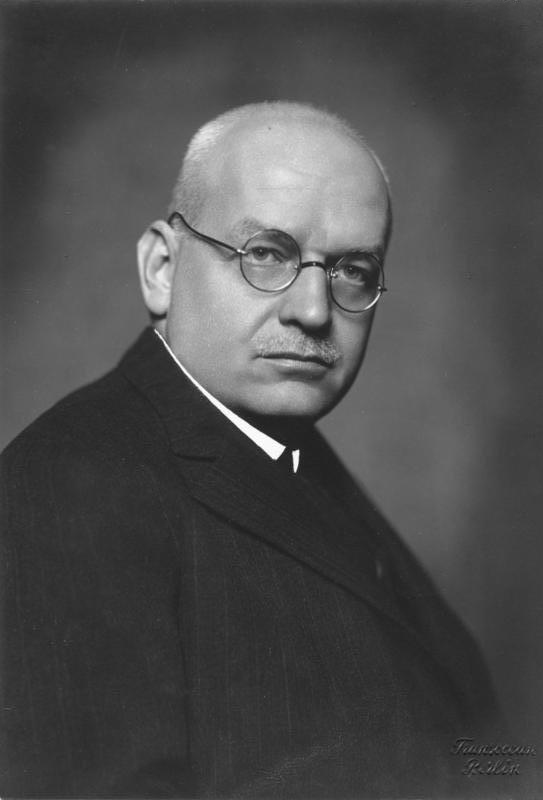
Kancléř Hans Luther

Post vicekancléře nebyl obsazen.
| Portfej              | Ministr                         | Strana | Strana      | Nástup do úřadu    | Odchod z úřadu     |
| -------------------- | ------------------------------- | ------ | ----------- | ------------------ | ------------------ |
| říšský kancléř       | Hans Luther                     |        | bezpartijní | 16. ledna 1925     | 20. ledna 1926     |
| zahraničí            | Gustav Stresemann               |        | DVP         | 16. ledna 1925     | 20. ledna 1926     |
| vnitro               | Martin Schiele                  |        | DNVP        | 16. ledna 1925     | 29. října 1925     |
| vnitro               | Otto Geßler                     |        | DDP         | 29. října 1925     | 20. ledna 1926     |
| finance              | Otto von Schlieben              |        | DNVP        | 16. ledna 1925     | 29. října 1925     |
| finance              | Hans Luther                     |        | bezpartijní | 29. října 1925     | 20. ledna 1926     |
| hospodářství         | Albert Neuhaus                  |        | DNVP        | 16. ledna 1925     | 29. října 1925     |
| hospodářství         | Rudolf Krohne pověřen řízením   |        | DVP         | 29. října 1925     | 20. ledna 1926     |
| práce                | Heinrich Brauns                 |        | Centrum     | 16. ledna 1925     | 20. ledna 1926     |
| ozbrojené síly       | Otto Geßler                     |        | DDP         | 16. ledna 1925     | 20. ledna 1926     |
| justice              | Josef Frenken                   |        | Centrum     | 16. ledna 1925     | 21. listopadu 1925 |
| justice              | Hans Luther pověřen řízením     |        | bezpartijní | 21. listopadu 1925 | 20. ledna 1926     |
| výživa a zemědělství | Gerhard von Kanitz              |        | bezpartijní | 16. ledna 1925     | 20. ledna 1926     |
| pošty                | Karl Stingl                     |        | BVP         | 16. ledna 1925     | 20. ledna 1926     |
| doprava              | Rudolf Krohne                   |        | DVP         | 16. ledna 1925     | 20. ledna 1926     |
| okupované oblasti    | Hans Luther pověřen řízením     |        | bezpartijní | 16. ledna 1925     | 19. ledna 1925     |
| okupované oblasti    | Josef Frenken pověřen řízením   |        | Centrum     | 19. ledna 1925     | 21. listopadu 1925 |
| okupované oblasti    | Heinrich Brauns pověřen řízením |        | Centrum     | 21. listopadu 1925 | 20. ledna 1926     |